# Bélesta (Pyrénées-Orientales)
Bélesta település Franciaországban, Pyrénées-Orientales megyében. Lakosainak száma 241 fő (2022. január 1.). Bélesta Cassagnes, Montner, Millas, Néfiach, Ille-sur-Têt, Montalba-le-Château és Caramany községekkel határos.

## Földrajz

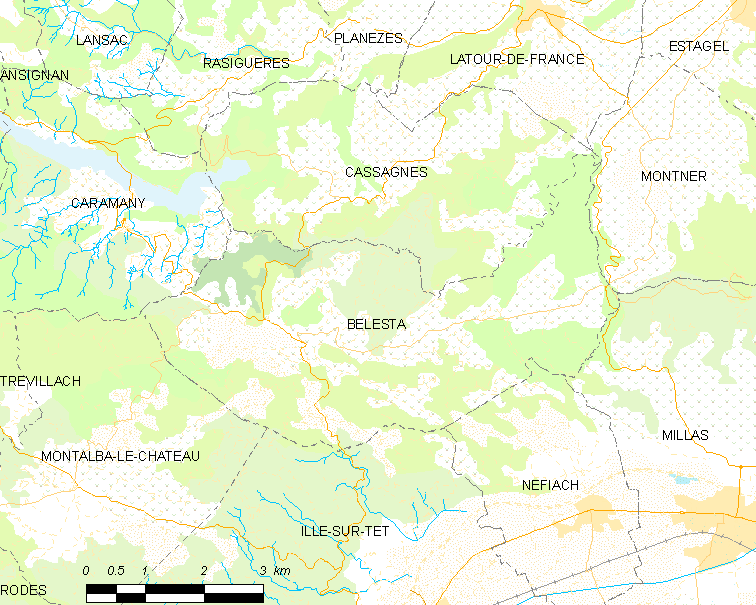
Bélesta térkép

## Népesség
A település népességének változása:
| Lakosok száma | 227  | 232  | 229  | 221  | 217  | 216  | 213  | 212  | 241  |
|               | 2013 | 2015 | 2016 | 2017 | 2018 | 2019 | 2020 | 2021 | 2022 |